# 樂園 (遊戲)
《樂園》是一款由獨立遊戲開發者劳拉·鴫原使用RPG Maker XP引擎所開發的二維獨立、角色扮演和冒險類型遊戲。 遊戲於2017年5月10日同步發布在Mac OS X、Microsoft Windows以及Linux平台。本作衍生作品《齋藤先生》发行于2023年3月24日。

## 遊戲玩法
玩家主要操控男孩在神秘的世界中收集各種音樂片段，各種所需的物品以及完成各項計算邏輯型謎題。

## 故事
故事發生在一名居住在病房裡的男孩，男孩的母親每天攜帶一本名為樂園（英語：Rakuen）的書給他閱讀，書上描繪了一個神奇的土地的，居住著一個名為森林守護者的生物的故事。這則故事深深的吸引了男孩，以至於他想要前往那個世界。某天，男孩的母親告訴他，書上所描繪的故事是真實存在的，但要造訪書本世界需完成各項挑戰......

## 音樂
遊戲音樂由羅拉·希吉拉製作並於2015年發行在Bandcamp平台上。原声专辑于2017年5月10日数字发行。

## 外部連結
- 官方网站